# Sclerodoris tanya
Sclerodoris tanya är en snäckart som först beskrevs av Ev. Marcus 1971.  Sclerodoris tanya ingår i släktet Sclerodoris och familjen Asteronotidae. Inga underarter finns listade i Catalogue of Life.